# Опекотина ласером
Опекотина ласером једна је од светлосним таласом изазвана термичка повреда која је најчешће локализована на очима и кожи. Посебно су опасни снажни ласерки уређаји 4. категорије, који могу изазвати опекотине на кожи, док директно гледање у сноп, и слабијих ласера, дуже од 0,25 секунди, може да изазове опекотине у оку и тешка оштећења мрежњаче.
Термички ефекти ласерског зрака су доминантни узрок оштећења ласерским зрачењем, али и фотохемијски ефекти могу бити од значаја и за специфичне таласне дужине ласерског зрачења. Чак и умерени ласери могу изазвати повреде ока. Ласери велике снаге такође могу спалити кожу. Неки ласери су толико моћни да чак и дифузна рефлексија са површине може бити опасна за око.

## Опште информације
Како су ласери уређаји високог ризика, њихова примене повезана је се неколико фактора ризика повезаних са — ласерским инсталацијама и штетним ефектима ласера по здравље. Та штетност ласера односи се пре свега на неадекватно предузете начине заштите од дејства штетних фактора који су директно повезани са ласерским зрачењем. 
У том смислу чак и најмање непоштовање мера заштите код примене ласера најмање снаге (од неколико миливата)  може бити опасна за вид. Јер када се ласерски знак нађе у оку, његов сноп се фокусира на тачку веома мале површине, што може довести до опекотина мрежњаче ока — која може резултовати делимичним или потпуним и/или неповратним губитка вида у делићу секунде.
Ласери веће снаге могу узроковати оштећење ока чак и код дифузног зрачења. Ови ласери у директном дејству, а у неким случајевима и распршеном зрачењу могу изазвати директне опекотине коже (све до потпуног уништења дерма) или секундарно могу довести до опекотина са ласерским снопом запаљених предмета.

## Класификација ласера према степену опасности од генерисаног зрачења
Ласерски производи, у зависности од генерисаног зрачења, подељени су у четири класе опасности.
| Класа ласера | Карактеристике ласера |
| ------------ | --- |
| Класа 1      | - Ласерски производи су безбедни у предвиђеним радним условима. |
| Класа 2      | - Ласерски производи који генеришу видљиво зрачење у опсегу таласних дужина од 400 до 700 nm. - Заштита очију обезбеђена је природним реакцијама, укључујући рефлекс треперења. - За ласере који непрекидно зраче (cw) или то чине дуже од 0,25 s, дозвољена емисија је 1 mW. - Ови ласери нису безбедни својом конструкцијом. |
| Класа 3А     | - Ласерски производи су безбедни за посматрање са незаштићеним оком. - За ласерске производе који генеришу зрачење у опсегу таласних дужина од 400 до 700 nm, заштита се обезбеђује природним реакцијама, укључујући рефлекс трептања очију. - За остале таласне дужине, опасност за незаштићено око није већа од опасности за класу 1. - Директно посматрање снопа који емитује ласерски производ класе 3А са оптичким инструментима (нпр. Двоглед, телескоп, микроскоп) може бити опасно. |
| Класа 3Б     | - Директно посматрање таквих ласерских производа је увек опасно. - Видљиво дифузно зрачење је обично безбедно. - Услови за безбедно посматрање дифузне рефлексије за ласерске производе класе 3Б у видљивом подручју: минимална удаљеност за посматрање између ока и екрана је 13 cm, максимално време посматрања је 10 sec. |
| Класа 4      | - Ласерски производи, који стварају опасну дифузну радијацију. Могу проузроковати оштећења коже и створити опасност од пожара. - Када се користите, захтевају посебнан опрез. - Метод класификације ласерских производа - у складу са Додатком А. |

Класа опасности ласерских производа одређује се током њиховог развоја и наводи се у спецификацијама производа, оперативној и другој техничкој и рекламној документацији.
Ако се током производње или рада ласерског производа врше промене које утичу на основне параметре ласерског производа (снага, ласерска енергија, таласна дужина, пречник снопа, трајање импулса, итд.), Компанија која врши такве промене треба рекласификовати производ ласера и направити измјене, укључујући захтјеве за опасност, у релевантној техничкој документацији.
Сваки ласерски производ мора имати знак упозорење о опасности од ласера који указује на класу производа у складу са нормативима сваке државе понаосоноб.
Ласерски производи, током којих је могуће формирање и других врста зраћења, осим ласерског зрачења, опасни и штетни производни фактори тик уређаја, морају имати одговарајуће сигурносне ознаке.

## Патофизиологија
Кохеренција и мали угао одступања ласерске светлости, уз помоћ фокусирања из сочива ока, може да доведе до концентрације ласерског зрачења на изузетно малом месту на мрежњачи. Пролазно повећање од само 10 °C може уништити фоторецепторске ћелије ретине. 
Ако је ласер довољно снажан, трајно оштећење ока може настати у делићу секунде, дословно брже од трептаја ока. 
Довољно снажни ласери у видљивом подручју у близини инфрацрвеног спектра (400—1.400 nm) ће продрети кроз очнну јабучицу и могу изазвати загревање мрежњаче, док изложеност ласерском зрачењу са таласним дужинама мањим од 400 нм и већим од 1.400 nm се углавном апсорбује у рожњачи и сочиву, што доводи до развоја катаракте или опекотина.
Инфрацрвени ласери су посебно опасни, јер заштитни одбојни одзив тела, који се такође назива „рефлекс трептања", покреће само видљива светлост. На пример, неки људи који су изложени високом енергетском Нд: ИАГ ласеру који емитује невидљиво зрачење од 1.064 нм, можда неће осетити бол или приметити тренутно оштећење вида. Бол и бука која се јавља из очне јабучице може бити једина индикација да је дошло до оштећења мрежњаче и/или да је мрежњача загрејана на преко 100 °C, и последица је локализованог кључања и експлозивног оштећења праћеног стварањем трајног слепог угла.
У основи механизама деловања ласера на кожи је развој различитих процеса на нивоу молекула и ћелија. Настале промене у кожи могу бити од једва приметних до дубоких некроза са поремећеном структуром органа. Сноп ласера, не само да изазва бихемијске промене у кожим већ мења и њена биоелектрична својства и оштећују нервне завршетке.

## Контролисана употреба ласера и ласером изазване опекотине у медицини
Иако је ефекат ласерског зрачења деструктиван за људски организам, та његова „деструктивност” нашла је примену медицини, у којој се користи уз помоћ специјалних уређаја, строго дефинисаних карактеристика уз правилно руковање обученог особља. Ласер се све масовније користе у медицини као хируршки нож, као термални агенс за сагоревање крвних судова, пре свега капилара, за изазивање функционалних промена у оболелим и дегенерисаним деловима ткива или органа, итд.
Дана се ласери све масовније користе у медицини као средство у:
- дијагностици болести ока и других органа,
- лечењу болести ока,
- обради васкуларног ткива,
- као хируршки нож, за сечење и спаљивање малих крвних судова на јетри, бубрезима, оку,
- лечењу улкуса и полипа желуца,
- уклањања масног ткива,
- лечењу тумора и карциногена,
- лечењу болести мозга и нервни завршетак,
- третману коже,
- акупунктури и
- козметичким третманима.

## Превенција
Имајући у виду напред изнете чињенице,а као и то да је ласерско зрачење у интеракцији са различитим материјалима, као и да је основа примена ове технологије, на у обради материјала, научним истраживанјима, медицинској терапији итд, јасно је да неконтролисана употреба представља опасност за људе и ресурсе у њиховом окружењу. 
Са друге стране, рад ласера прати постојање електрични подсистема високог напона, подсистема за безбедност и дистрибуцију активних или помоћних гасова, као и радни столови, манипулатори, помоћни прибор, итд. Све то захтева строго придржавање општих и посебних мера заштите које су доступне сваком кориснику ласера, јер су у већини случајева саставни део документације коју произвођачи испоручују са уређајем.